# Tuleš
Tuleš (izvirno srbsko Тулеш) je naselje v Srbiji, ki upravno spada pod Občino Aleksandrovac; slednja pa je del Rasinskega upravnega okraja.

## Demografija
V naselju živi 405 polnoletnih prebivalcev, pri čemer je njihova povprečna starost 44,0 let (42,3 pri moških in 45,8 pri ženskah). Naselje ima 132 gospodinjstev, pri čemer je povprečno število članov na gospodinjstvo 3,76.
|  |

| Demografija | Demografija     | Demografija     |
| Leto        | Št. prebivalcev | Št. prebivalcev |
| ----------- | --------------- | --------------- |
|             |                 |                 |
|             |                 |                 |
|             |                 |                 |
|             |                 |                 |
| 1948        | 672             |                 |
| 1953        | 696             |                 |
| 1961        | 729             |                 |
| 1971        | 674             |                 |
| 1981        | 687             |                 |
| 1991        | 629             | 564             |
| 2002        | 561             | 496             |
|             |                 |                 |

| Etnična sestava po popisu iz leta 2002 | Etnična sestava po popisu iz leta 2002 | Etnična sestava po popisu iz leta 2002 | Etnična sestava po popisu iz leta 2002 | Etnična sestava po popisu iz leta 2002 |
| -------------------------------------- | -------------------------------------- | -------------------------------------- | -------------------------------------- | -------------------------------------- |
| Srbi                                   | Srbi                                   |                                        | 492                                    | 99,19%                                 |
| Črnogorci                              | Črnogorci                              |                                        | 1                                      | 0,20%                                  |
| Rusi                                   | Rusi                                   |                                        | 1                                      | 0,20%                                  |
| Madžari                                | Madžari                                |                                        | 1                                      | 0,20%                                  |
| Neznano                                | Neznano                                |                                        | 1                                      | 0,20%                                  |